# Spoorlijn Fontoy - Audun-le-Tiche
De Spoorlijn Fontoy - Audun-le-Tiche is een Franse spoorlijn tussen Fontoy en Audun-le-Tiche.

## Geschiedenis
De spoorlijn werd tussen 1899 en 1904 aangelegd. In 1962 werd de lijn geëlektrificeerd met 25 kV wisselspanning, in 1999 werd de bovenleiding weer afgebroken. Sinds 1948 wordt de lijn niet meer gebruikt voor personenvervoer, er zijn echter plannen om dit opnieuw in te voeren. De lijn was 21 km lang en had als lijnnummer 195 000.

## Aansluitingen
In de volgende plaatsen was er een aansluiting op de volgende spoorlijnen:
Fontoy
RFN 204 000, spoorlijn tussen Mohon en Thionville
Boulange
RFN 197 000, spoorlijn tussen Boulange en Rumelange
Audun-le-Tiche
RFN 186 000, spoorlijn tussen Audun-le-Tiche grens en Audun-le-Tiche
RFN 196 000, spoorlijn tussen Audun-le-Tiche en Hussigny-Godbrange
RFN 196 300, raccordement van Audun-le-Tiche
RFN 219 000, spoorlijn tussen Audun-le-Tiche - Audun-le-Tiche-Villerupt